# 来通
来通（古希臘語： rhŭtón），一种用来饮酒或斟仪式祭酒的容器，一般为底端带有开口或假开口的圆锥形。“来通”属于音译词。自青铜时期或公元前2000年开始，圆锥来通形的酒具就已经出现在了爱琴海地区。当然，它并不限于该地区。来通可能源于与其形状相似的角杯，用角制成的饮器早在史前时代就已经存在于亚欧地区了。

## 历史

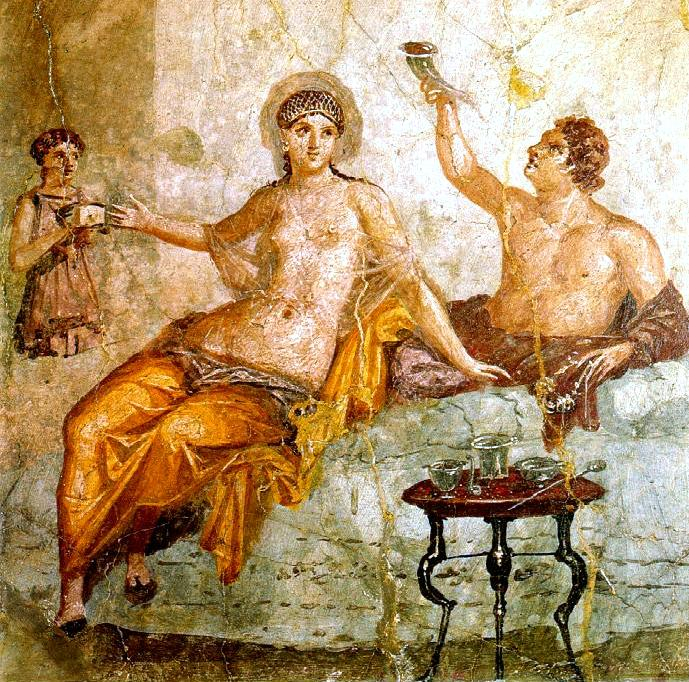
赫库兰尼姆古城的壁画中显示了来通的用法

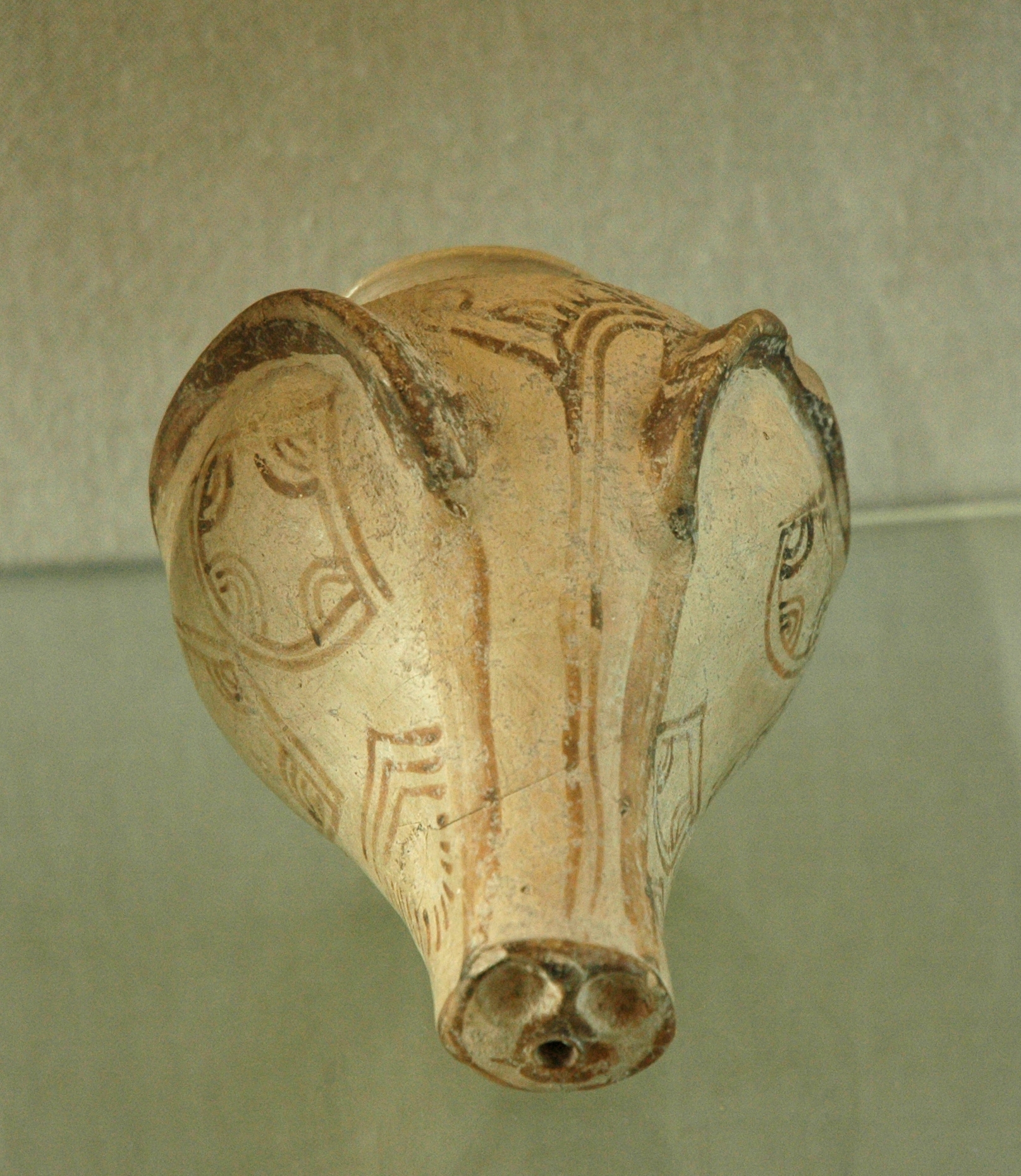
彘首来通的仰视图，出自乌加里特

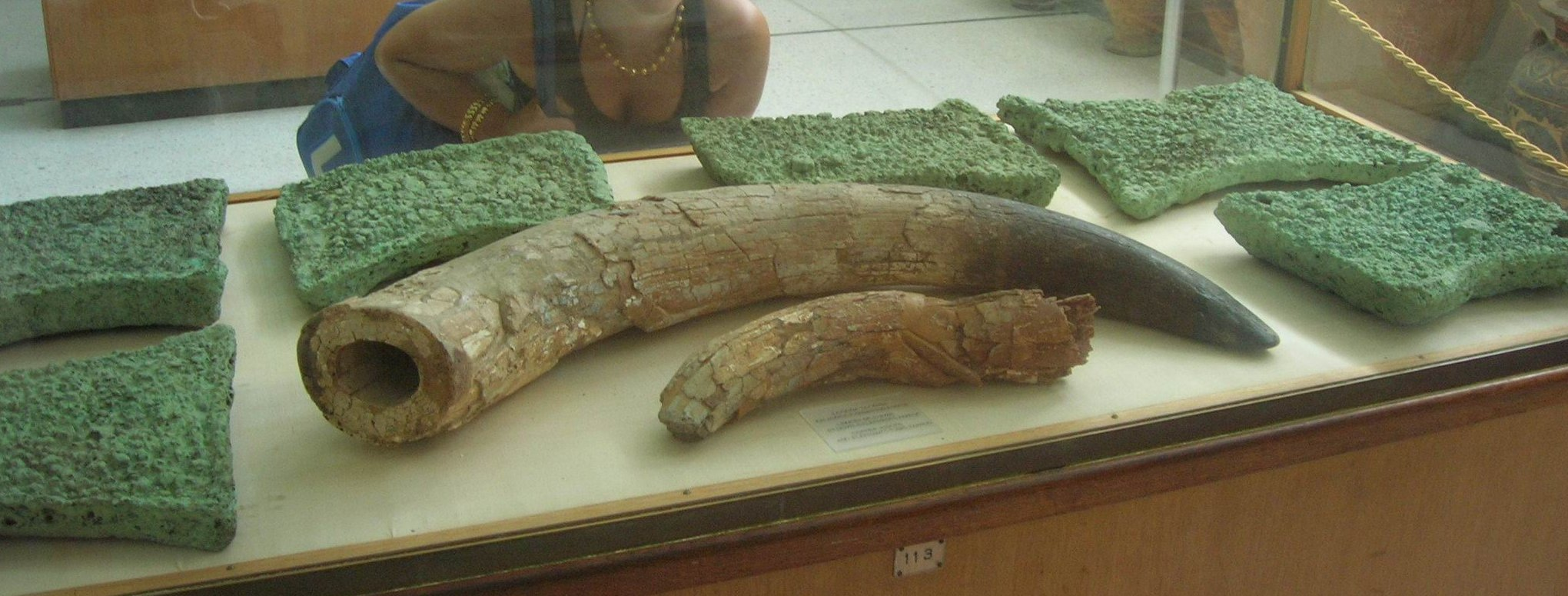
角，可能是饮器，藏于克里特伊拉克利亚考古博物馆

尤其是史前时代的类型，角杯和饮器并不是全部都在底部开口的。自从开孔开始出现，他们就逐步被塑造为动物的形象，如牛科、马科、鹿甚至犬科动物的头部，而液体则从这些动物的口中流出。来通的造型很像漏斗，可能也用来注酒。
在公元前2000年以来的近东、中东和波斯等地的多个文明的遗迹中都有来通的发现。它们通常采用贵金属或宝石等材料制成，往往制作精美，且被制成动物头部或角的形状。在克里特岛的米诺斯，金质和银质的牛头圆孔来通似乎尤为常见，因为在当地宫殿的遗址（伊拉克利亚考古博物馆）中已经发现了多个这样造型的来通。
来通曾广泛流行于自美索不达米亚至阿姆河流域的广大区域中，这种造型的酒具在中亚、西亚，特别是伊朗萨珊波斯是十分常见的。在波斯这种器具被称为“塔库克”（takuk，تکوک）。在希腊战胜波斯时，很多金银器等奢侈品被带回了雅典，其中就包含了很多的来通。希腊的工匠们也开始仿造波斯风格的来通。
当然，也不是所有的来通都如此精美珍贵，很多就仅仅是带有简单纹饰的陶瓷制的锥形杯。
中国西安曾是唐朝的都城，在西安发现的何家村唐代窖藏中包含了一件精美的来通，这件被称为“镶金兽首玛瑙杯”的酒具具有明显的来通特征。中国最早的来通发现于新疆和田约特干遗址，时代约在三或四世纪，而传入内地则不晚于六世纪。用来通饮酒，饮者须仰承自上方下注的酒，由于其与中国传统用杯饮酒的习惯迥异，所以在唐代以后在中国的来通逐渐向杯形器转化。

## 图集

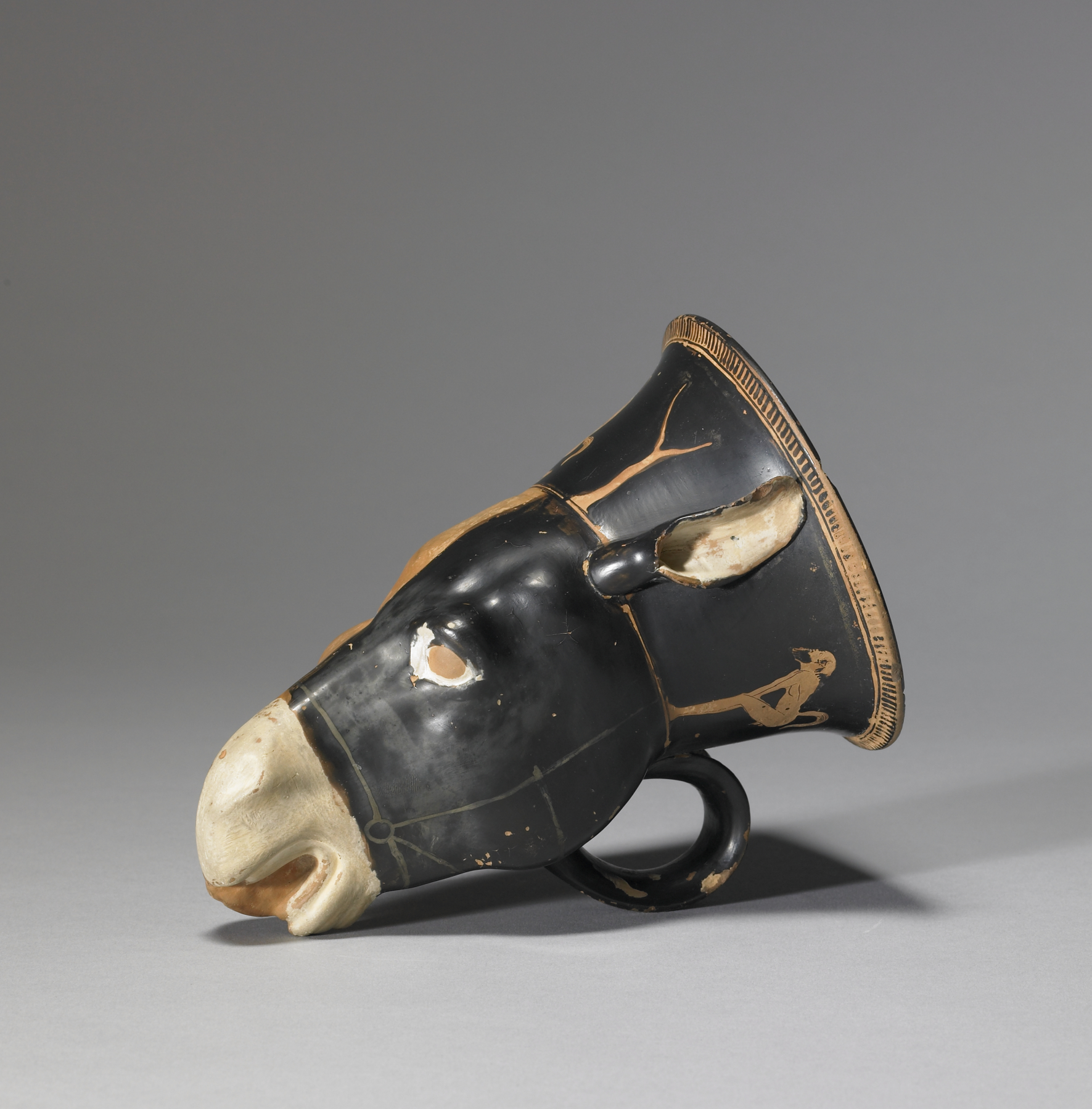
驴首彩陶来通，约公元前450年。美国巴尔的摩沃尔特斯美术馆（英语：Walters Art Museum）收藏。
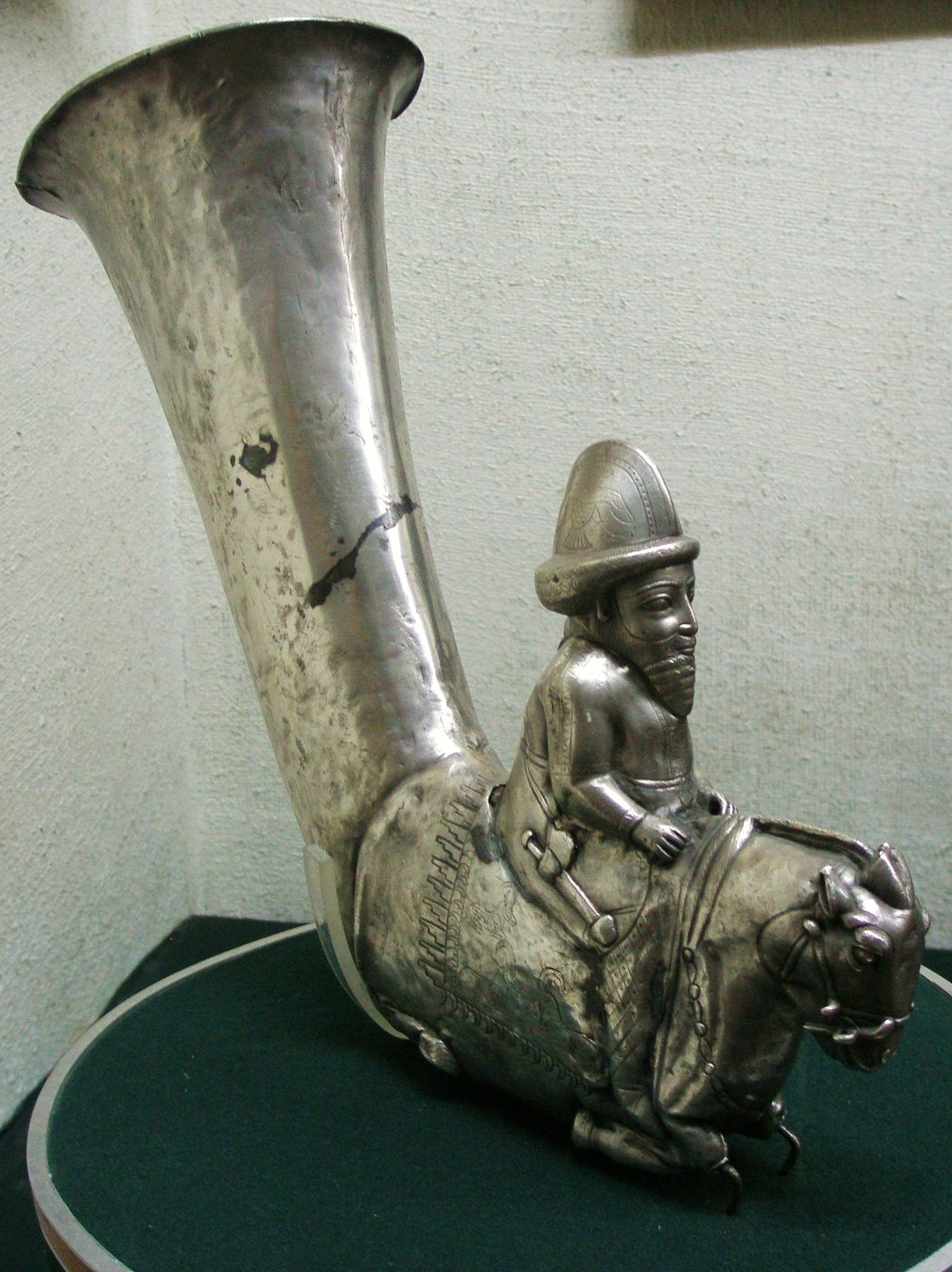
出自亚美尼亚埃里温的阿契美尼德王朝时期银来通
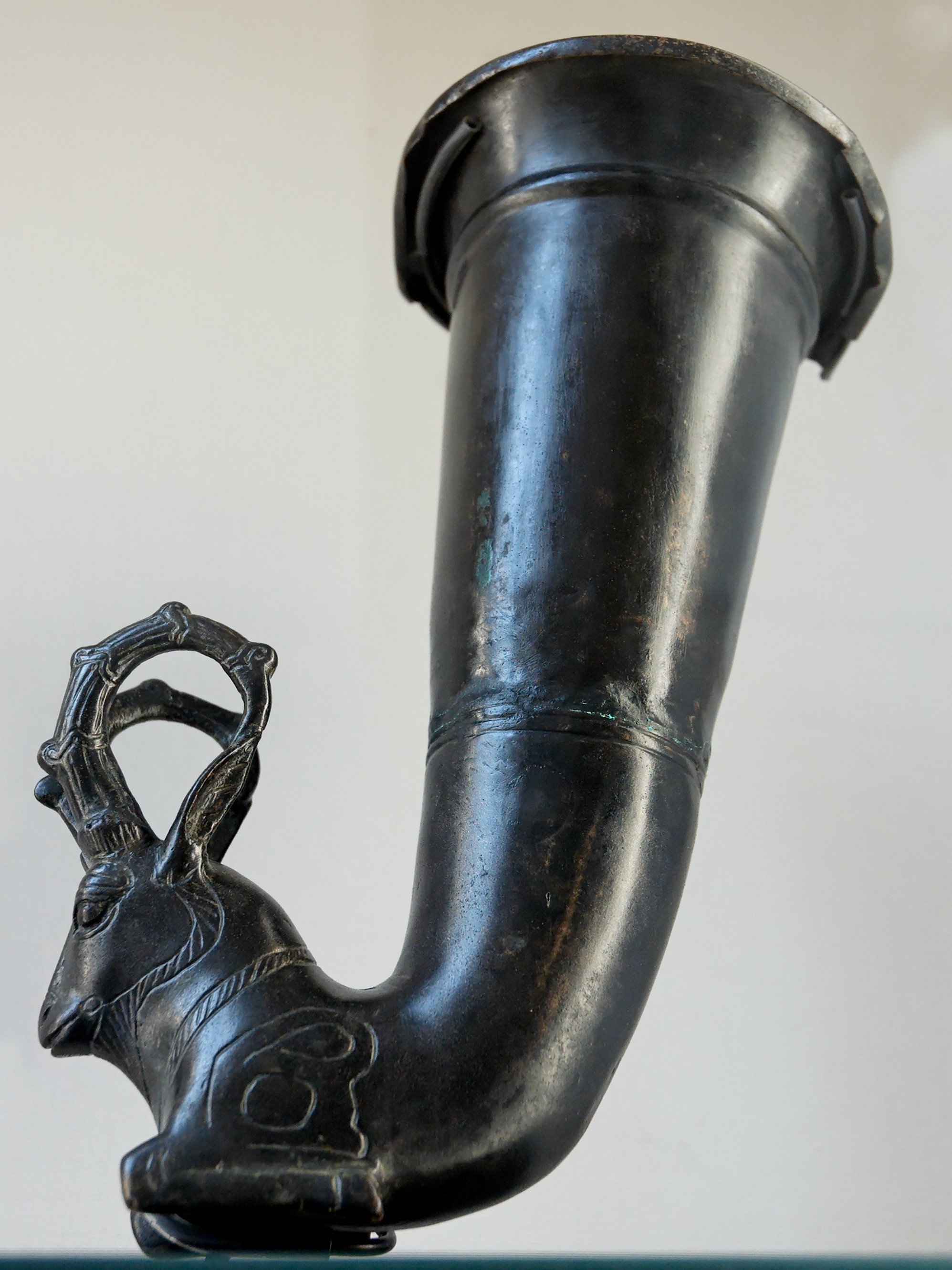
阿契美尼德王朝的野山羊来通
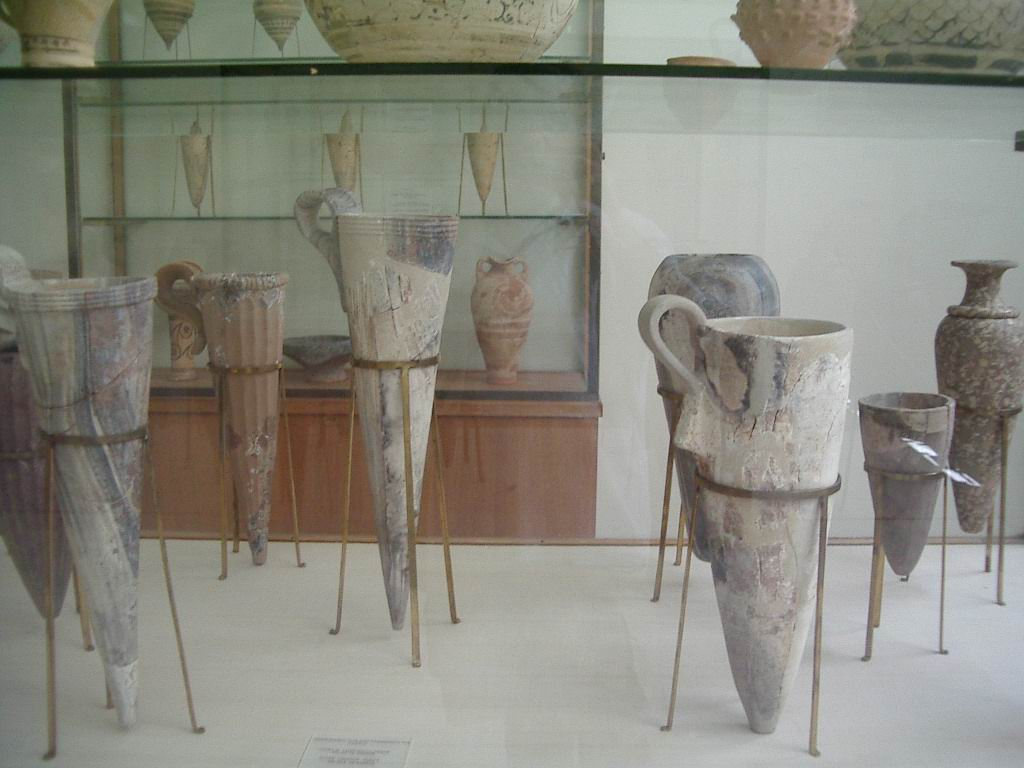
伊拉克利亚考古博物馆所藏的米诺斯滑石来通
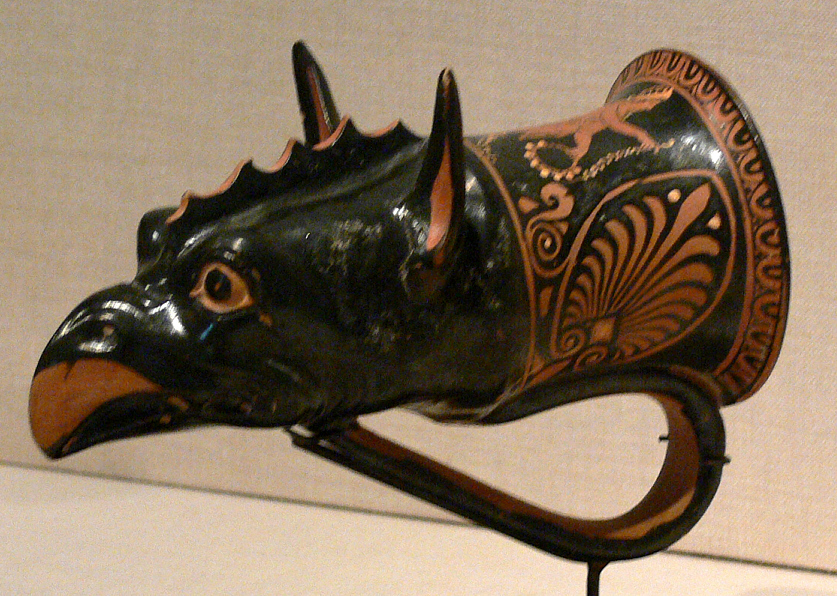
獅鷲头型来通，意大利普利亚，约公元前350-300年
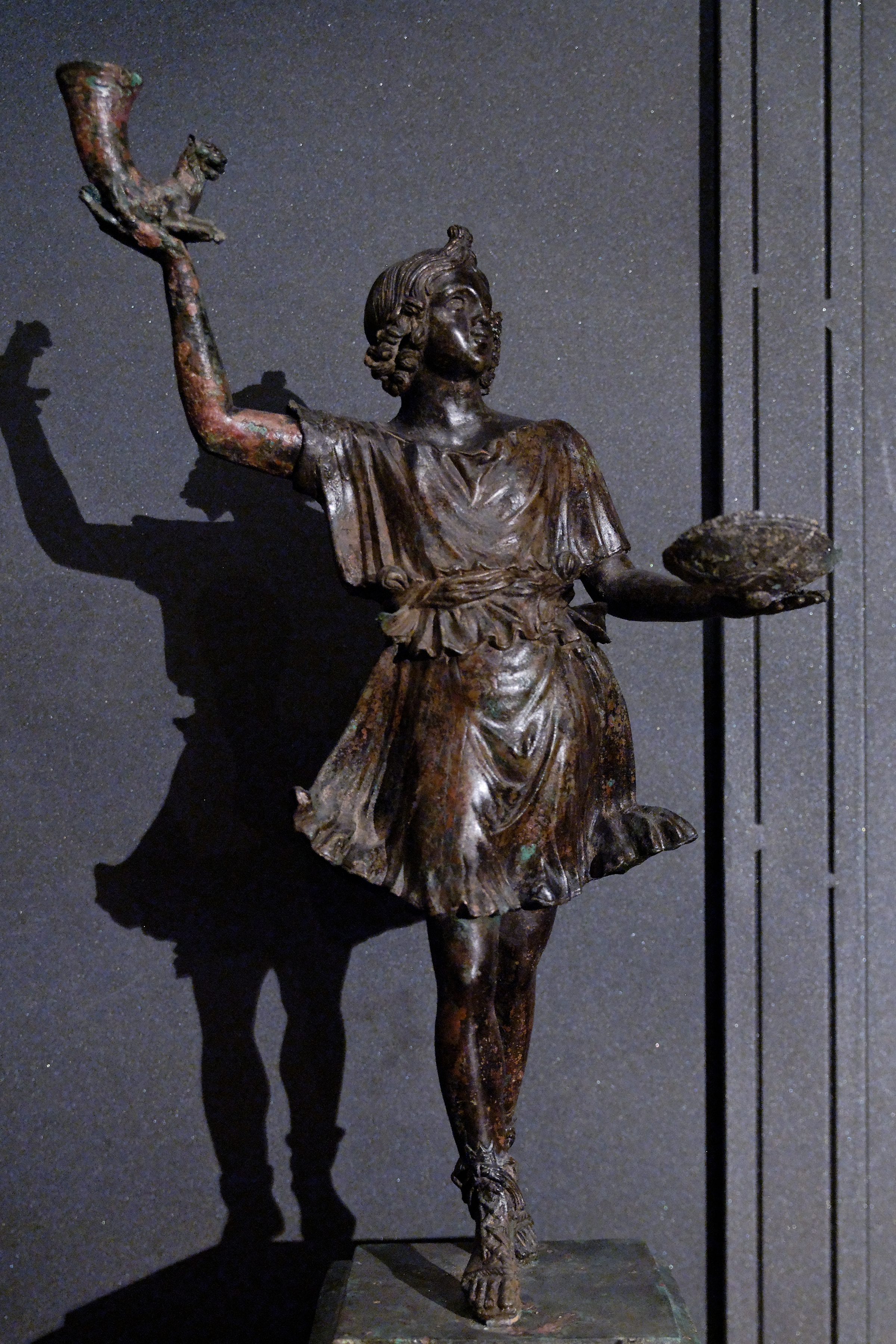
手持来通和圆盘舞蹈的拉瑞斯
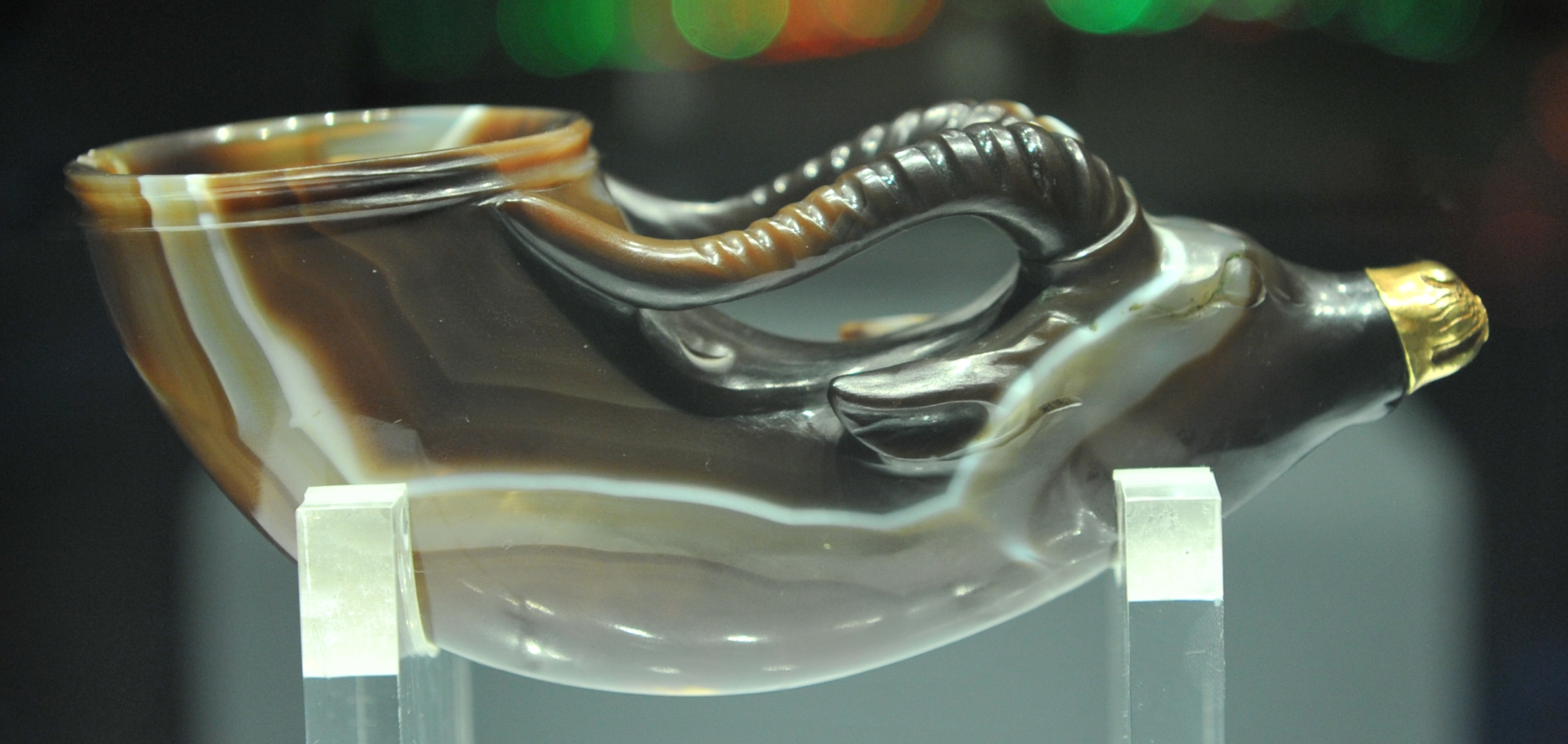
镶金兽首玛瑙杯，1970年陕西省何家村唐代窖藏出土，现藏陕西历史博物馆
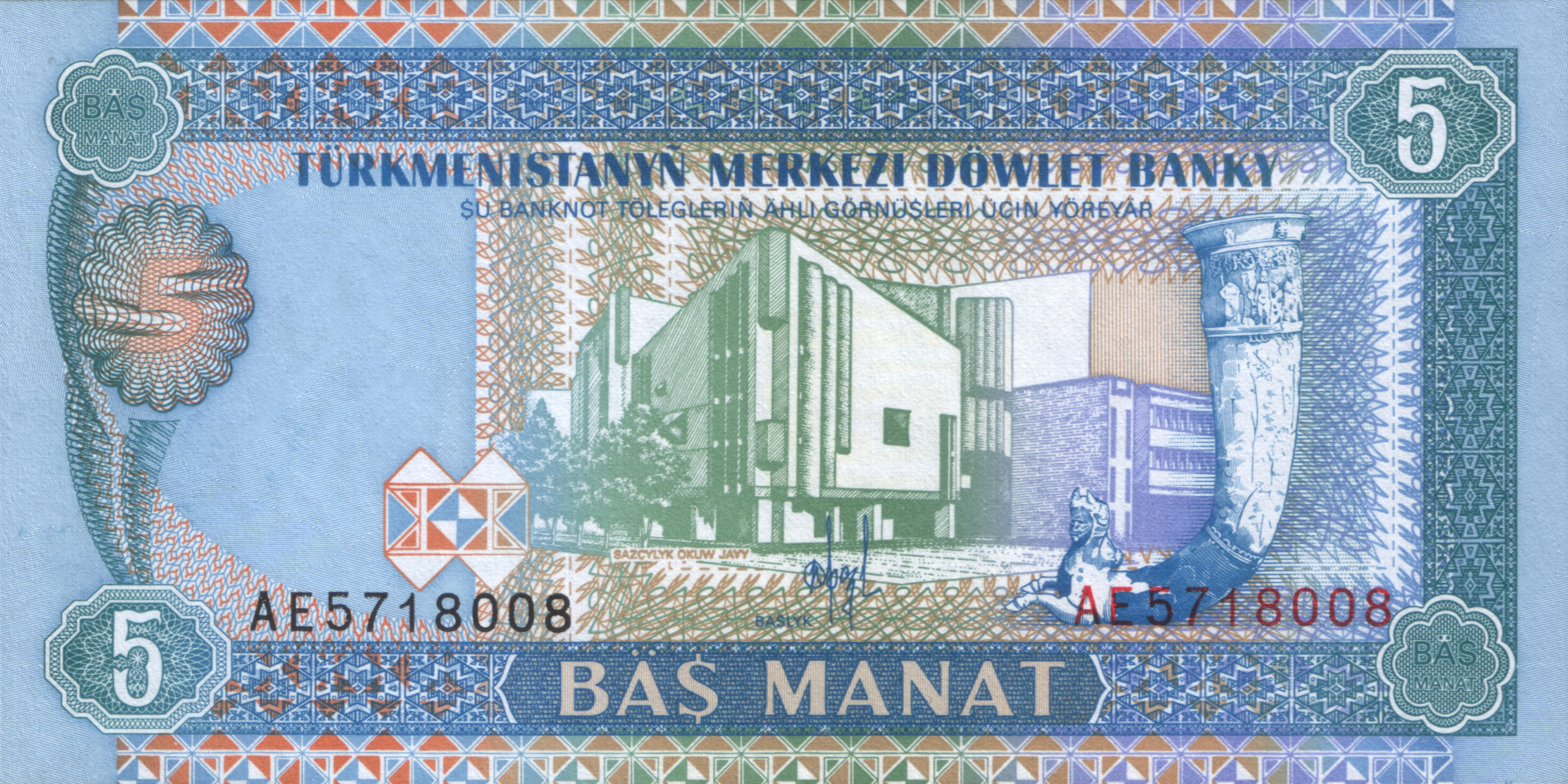
印有来通图案的土库曼斯坦5马纳特纸币